# Postizometrická relaxace svalů
Postizometrická relaxace (PIR) je léčebná metoda fyzioterapie, která spočívá v protažení svalů, které jsou spastické či s bolestivými "uzly" a je metodou volby, pokud klasická masáž při odstranění těchto nedostačuje. Metodu původně navrhl F. Mitchell (1979), v českém prostředí ji pak nově definovala Pražská myoskeletální škola, zejména profesor Karel Lewit.
Na rozdíl od klasické masáže, v postizometrické relaxaci jde o aktivní spolupráci pacienta s fyzioterapeutem. Kontraktilní (smršťující se) část svalu je při ní terapeutem zapolohována do své nejdelší možné délky a zafixována. Následně je pacient vyzván k jemnému, ale dlouhému aktivnímu stahu svalu proti odporu terapeuta (izometrický stah - bez pohybu), poté následuje relaxační fáze (post-izometrická relaxace), která může být několikrát vystřídána opakováním stahu. Tímto způsobem se protahuje nejen tkáň svalu s bolestivými místy, ale uvolňují se i okosticové adheze svalu a celkově se zlepší prokrvení svalu. Největší efekt má PIR právě u bolestivých “trigger pointů”, jež jsou často následky zaujímání dlouhých strnulých pozic.
Postizometrickou relaxací lze protáhnout izolovaně nejen hluboké a silné svaly (m. psoas, m. quadratus lumborum, m. errector spinae, mm. scaleni aj.), ale i jednotlivé fibrily širokých povrchových svalů (m. trapezius, m. latissimus dorsi, mm. rhomboidei), v nichž se bolestivé “trigger-pointy” tvoří nejčastěji. Metoda má svá omezení a kontraindikace a provádí ji lékař či fyzioterapeut.
Postizometrická relaxace se liší od pasivního protažení zkrácených svalů, kdy terapeut pozvolna protahuje sval i s jeho úpony šlach a vazů.

## Trigger point
Trigger point („spoušťový bod”), někdy též “myogelóza”, “myofascitida” je bolestivé, ztuhlé místo ve svalu, jež bývá vykládáno jako městnání odpadních metabolitů. Kyselina mléčná není po akci svalu dostatečně odplavována (absencí protažení, nedostatečnou hydrataci člověka aj.), vmezeřuje se do měkké tkáně svalu a dráždí okolní struktury. Místo bývá dobře hmatné, citlivé na dotek a může spustit i antalgickou motorickou reakci.
Typické místo trigger pointů bývá u horní hrany lopatky (m. levator scapulae, m. rhomboid minor, m. supraspinatus, m. trapezius).